# Гюневка
Гюневка (на украински: Гюнівка, на руски: Гюневка) е село в Украйна, разположено в Приморски район, Запорожка област. През 2001 година населението му е 601 души.